# Larentia adonata
Larentia adonata là một loài bướm đêm trong họ Geometridae.